# Майинген
Майинген (нем. Maihingen) — община в Германии, в земле Бавария. 
Подчиняется административному округу Швабия. Входит в состав района Донау-Рис.  Население составляет 1229 человек (на 31 декабря 2010 года). Занимает площадь 14,16 км².

## География
Коммуна находится в Нёрдлингенском Рисе и включает пять поселений.

## История
Впервые упоминания об этой местности встречаются в 1251 году. Майинген принадлежал Циммерскому монастырю и графам Эттинген.